# Westrehem
Westrehem és un municipi francès situat al departament del Pas de Calais i a la regió dels Alts de França. L'any 2007 tenia 227 habitants.

## Demografia

### Població
El 2007 la població de fet de Westrehem era de 227 persones. Hi havia 80 famílies de les quals 20 eren unipersonals (8 homes vivint sols i 12 dones vivint soles), 24 parelles sense fills i 36 parelles amb fills.
La població ha evolucionat segons el següent gràfic:
Habitants censats

### Habitatges
El 2007 hi havia 89 habitatges, 80 eren l'habitatge principal de la família i 9 estaven desocupats. Tots els 88 habitatges eren cases. Dels 80 habitatges principals, 68 estaven ocupats pels seus propietaris, 8 estaven llogats i ocupats pels llogaters i 4 estaven cedits a títol gratuït; 5 tenien dues cambres, 10 en tenien tres, 19 en tenien quatre i 45 en tenien cinc o més. 58 habitatges disposaven pel capbaix d'una plaça de pàrquing. A 27 habitatges hi havia un automòbil i a 44 n'hi havia dos o més.

### Piràmide de població
La piràmide de població per edats i sexe el 2009 era:
| Homes | Edats   | Dones |
| ----- | ------- | ----- |
| 0     | 95 o +  | 1     |
| 0     | 90 a 94 | 0     |
| 0     | 85 a 89 | 3     |
| 3     | 80 a 84 | 5     |
| 4     | 75 a 79 | 3     |
| 4     | 70 a 74 | 9     |
| 5     | 65 a 69 | 4     |
| 1     | 60 a 64 | 4     |
| 5     | 55 a 59 | 2     |
| 6     | 50 a 54 | 7     |
| 9     | 45 a 49 | 7     |
| 13    | 40 a 44 | 11    |
| 9     | 35 a 39 | 8     |
| 8     | 30 a 34 | 5     |
| 6     | 25 a 29 | 8     |
| 8     | 20 a 24 | 8     |
| 10    | 15 a 19 | 8     |
| 11    | 10 a 14 | 14    |
| 5     | 5 a 9   | 3     |
| 8     | 0 a 4   | 5     |

## Economia
El 2007 la població en edat de treballar era de 152 persones, 104 eren actives i 48 eren inactives. De les 104 persones actives 91 estaven ocupades (59 homes i 32 dones) i 13 estaven aturades (4 homes i 9 dones). De les 48 persones inactives 11 estaven jubilades, 19 estaven estudiant i 18 estaven classificades com a «altres inactius».

### Ingressos
El 2009 a Westrehem hi havia 80 unitats fiscals que integraven 217 persones, la mediana anual d'ingressos fiscals per persona era de 16.334 €.

### Activitats econòmiques
Dels 5 establiments que hi havia el 2007, 1 era d'una empresa de fabricació de material elèctric, 1 d'una empresa de comerç i reparació d'automòbils, 1 d'una empresa de transport, 1 d'una empresa de serveis i 1 d'una empresa classificada com a «altres activitats de serveis».
L'únic servei als particulars que hi havia el 2009 era un taller de reparació d'automòbils i de material agrícola.
L'únic establiment comercial que hi havia el 2009 era una carnisseria.
L'any 2000 a Westrehem hi havia 8 explotacions agrícoles.

## Poblacions més properes
El següent diagrama mostra les poblacions més properes.